# Hvizdec'
Hvizdec' (in ucraino Гвізде́ць?; in polacco Gwoździec; in yiddish גוואַזדזיעץ‎?, G'vojiets) è un insediamento rurale (1831 abitanti) del distretto di Kolomyja, nell'oblast' di Ivano-Frankivs'k, in Ucraina. Ospita l'amministrazione della comunità territoriale di Hvizdec', una delle comunità territoriali dell'Ucraina.
Fino al 26 gennaio 2024 Hvizdec' era classificata come insediamento di tipo urbano. Da tale data è entrata in vigore una nuova legge che ha abolito questo status e Hvizdec' è stata riclassificata come insediamento rurale.

## Storia
Hvizdec' fu teatro della battaglia di Gwoździec nel 1531, durante le guerre polacco-moldave.
Dal 1642 al 1941 fu sede della Sinagoga di Gwoździec.
Prima della seconda guerra mondiale Hvizdec' si trovava in Polonia. È il luogo di nascita del regista polacco Jerzy Kawalerowicz.

## Ebrei di Hvizdec'

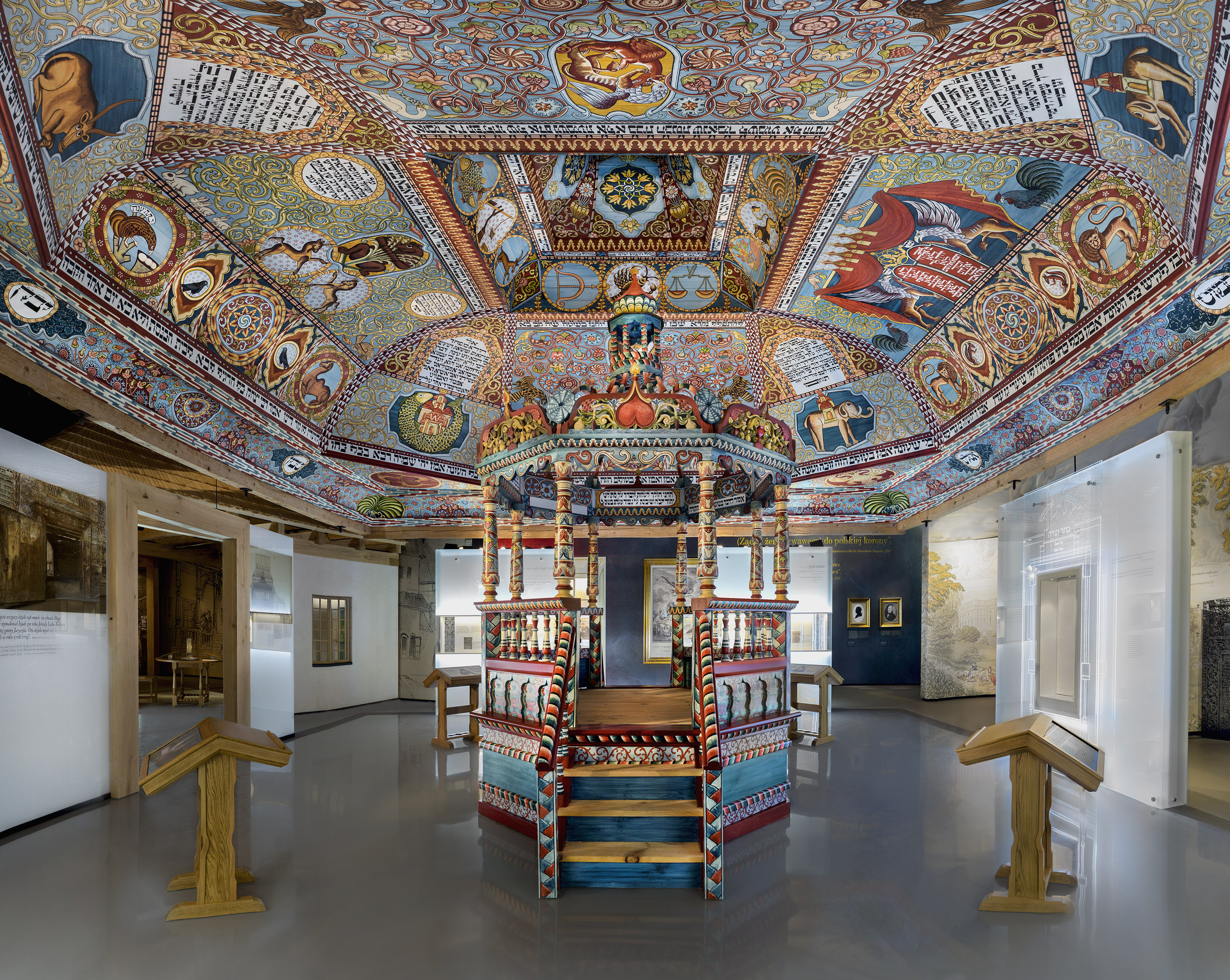
Ricostruzione museale della volta in legno policromo e bimah della sinagoga Gwoździec del 1640, distrutta dalle forze naziste tedesche nel 1941.

La popolazione ebraica di Hvizdec' nell'anno 1900 era di 1.663 persone e costituiva una parte consistente della popolazione cittadina. Quasi tutti furono uccisi durante l'Olocausto. La famosa Sinagoga di Gwoździec una volta sorgeva nel villaggio: fu bruciata dalle forze tedesche durante la seconda guerra mondiale.